# Мохаммад Масуд
Мохаммад Масуд  — иранский писатель, редактор скандально известного журнала «Человек нашего времени» ( перс. مرد امروز‎ — Mard-e emruz).

## Ранние годы
Мохаммад Масуд родился в бедной религиозной семье, и воспитывался, по его словам, «в среде святости и благочестия» Его прадед Молла Абдалла и дедушка Молла Мохаммад-Таки были известными религиозными деятелями в Куме.
После завершения периода начального образования Масуд в течение нескольких лет посещал школу богословия, но был вынужден заниматься оккультными практиками, чтобы зарабатывать на жизнь. Он нашел «магические заклинания и алхимические формулы» в книгах, оставленных его дедом. Однако позже мальчик серьезно заинтересовался переводом европейских романов, которые тогда были в моде.
В своем автобиографическом романе «Цветение жизни» ( перс.  بهارعمر‎ — Bahār-e ʿomr) Масуд рассказывает о жизни простого семинариста в Иране, вспоминая финансовые трудности своей семьи. Книга повествует о страданиях, которые Иран пережил в прошлом, и о жизни писателя — о безумствах, которые творили дети в Куме: посиделки на кладбищах города, где постоянные траурные процессии прерывались спиритическими сеансами и языческими играми.

## Начало карьеры
Масуду было почти двадцать лет, когда он сопровождал журналиста Летфуллу Таракки в Тегеран. Обладая красивым почерком и демонстрируя талант к живописи, Масуд начал работу в книжном магазине Экбала, где работал иллюстратором под псевдонимом Мохаммад Хелаль. Позже, под псевдонимом Мохаммад Кимиагар, он начал работу в издательстве.
Закончив старшую школу, Масуд два года проработал в начальной школе. Однако, одержимый идеей стать богатым, он стал соучредителем брокерского концерта «Кар» ( перс.  کار‎ ) совместно со своим другом, поэтом Мадж-аль-Дином Мирфакраи. В эти годы частой безработицы Масуд много времени уделял чтению художественной литературы, в частности, романов и рассказов Мохаммада Али Джамальзаде и Садека Хедаята. Он также написал множество статей под псевдонимом М.М.Дехати для разных газет, среди которых «Прогресс» ( перс. ترقی‎ — Taraqqi) и «Известия» ( перс.  اطلاعات‎ — Eṭṭelā'āt).
В 1935 году Масуд отправился в Париж, а затем в Брюссель, где поступил в Брюссельский колледж журналистики, закончив его с отметкой 60 из 100. Во время учебы он работал в журнале «La Gazette» в Брюсселе.

## «Человек нашего времени»
Оккупация Ирана союзными войсками и падение режима Резы-шаха в 1941 году вызвали беспрецедентную свободу выражения и всплеск политической активности среди граждан страны. В память об Али Акбаре Даваре, оплатившем учебу Масуда в Европе, он создает газету, одноименную изданию, которое курировал Давар — «Свободный человек» ( перс.  مرد آزاد‎ — Mard-e āzād). Однако власти не дали разрешения использовать то же название, и новая газета стала известна как «Человек нашего времени» ( перс.  مرد امروز‎ — Mard-e emruz).
«Человек нашего времени», с его острыми и порой неприличными статьями, заслужила восхищения многих людей — и еще больше враждебности. В трактовке Масуда в истории Ирана две участи — тирания и анархия — неизменно следовали друг за другом, превращая страну в «земной рай для грабителей и преступников». Масуд упорно боролся, чтобы на передовицах газеты разоблачать власть того времени: шахский суд, правительство, Советский Союз и Народную партию Ирана.  
Карьера Масуда как главного редактора одной из самых противоречивых газет в истории иранской журналистики была сложной игрой, в которой он отчаянно пытался одержать победу. Двусмысленный образ Масуда окутан тайной и в наши дни. Его критика самых влиятельных политических деятелей того времени сделала Масуда уникальной фигурой иранской журналистики — со своими плюсами и минусами.
Масуд скончался, будучи богатым человеком — он жил в огромном особняке, его дочь училась в престижной итальянской школе-интернате в Тегеране. Как сказал иранский писатель Бозорг Алави, «его образ не имел ничего общего с бедными учителями в его романах». Известный журналист того времени Масуд Эсмаил Пурвали говорил, что Масуд «был способным журналистом, но его амбиции и жадность превзошли знания и честность».